# Tanarida
La tanarida o herba remuguera (Tanacetum vulgare) és una planta herbàcia perenne de la família de les compostes, aromàtica, de tiges erectes, fulles amb segments dentats i capítols grocs agrupats en corimbes, que tenen propietats antihelmíntiques, pròpia dels herbassars que voregen camps i camins, sobretot a muntanya. La tanarida (Tanacetum vulgare) també es coneix amb altres noms en català com: herba cuquera, herba de les sangs, herba dels constipats, herba dels verms, herba tana, talarida, tanacet.
Les seves fulles joves són consumides a Europa central i Anglaterra en forma d'espècie per condimentar nombrosos productes de rebosteria. Les flors seques o fresques són un element decoratiu força utilitzat. Les fulles seques constitueixen un eficaç repel·lent per insectes.

## Morfologia

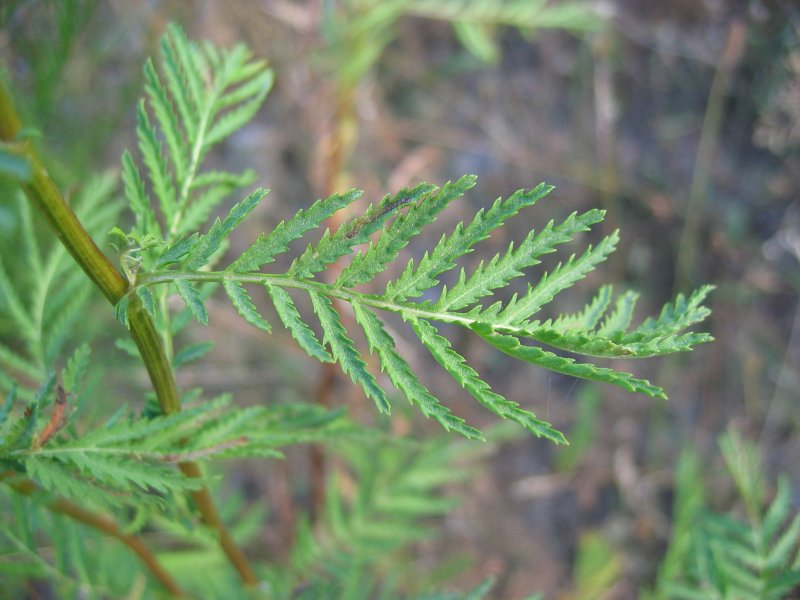
detall d'una fulla

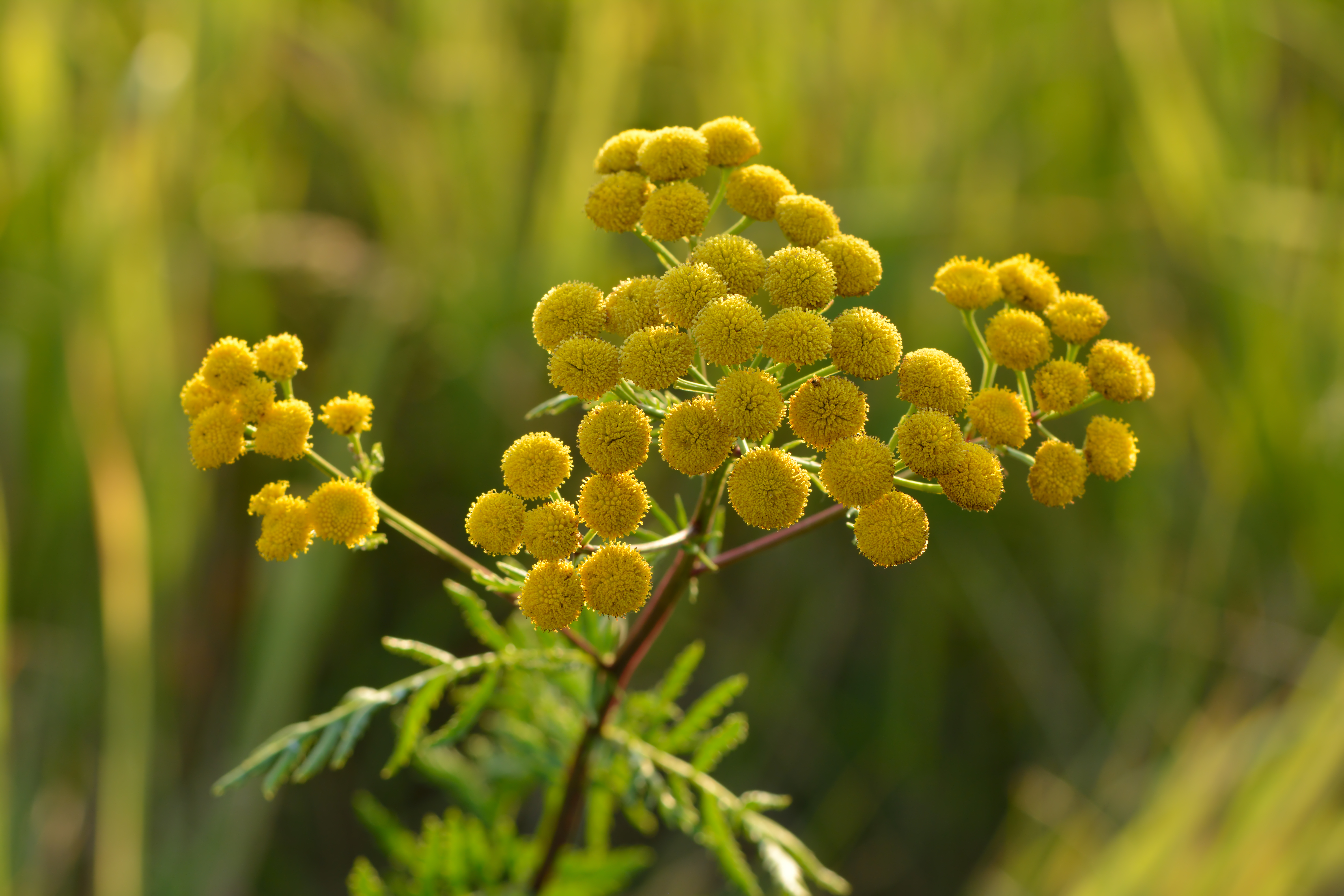
tanarida

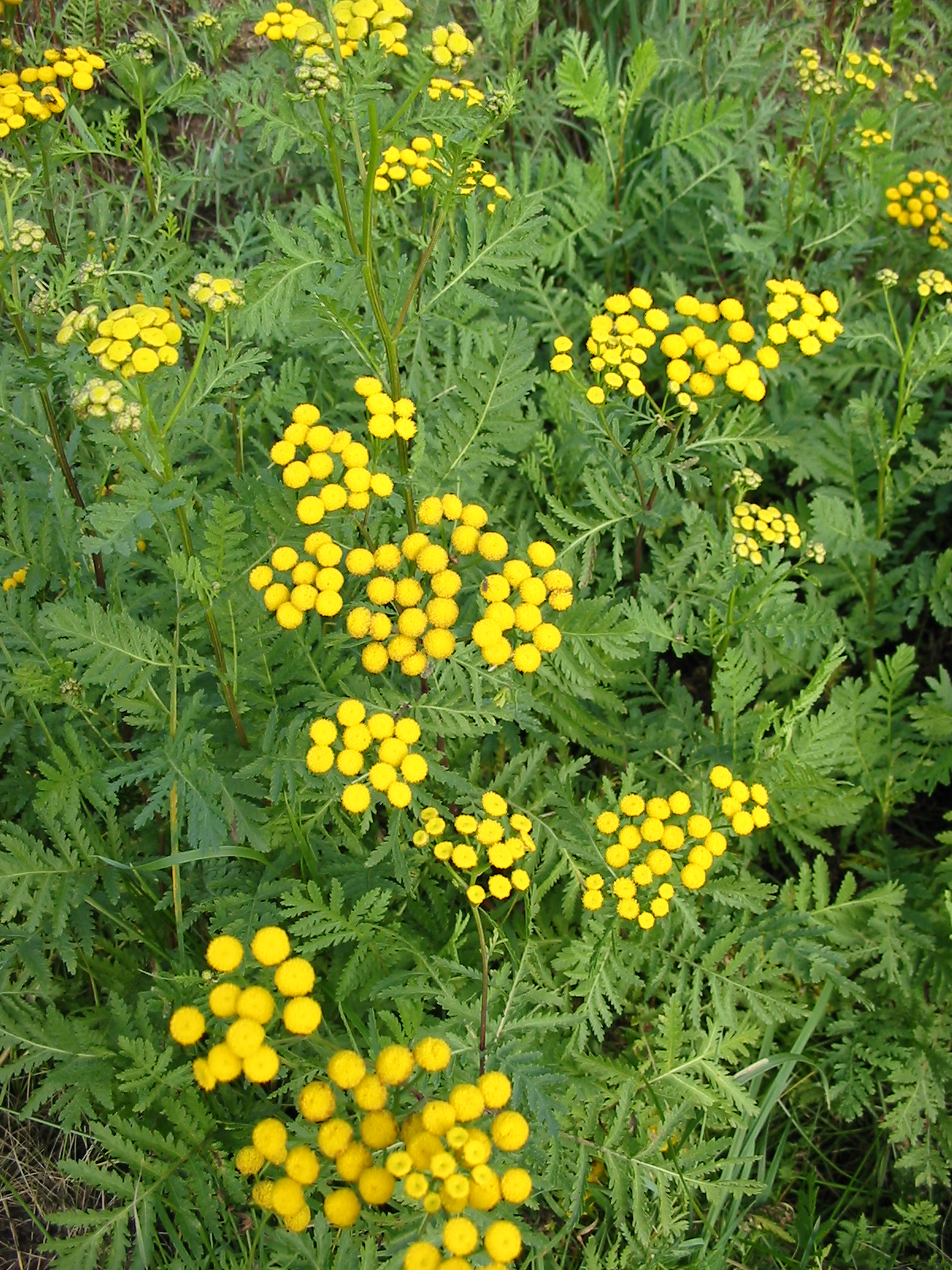
visió general

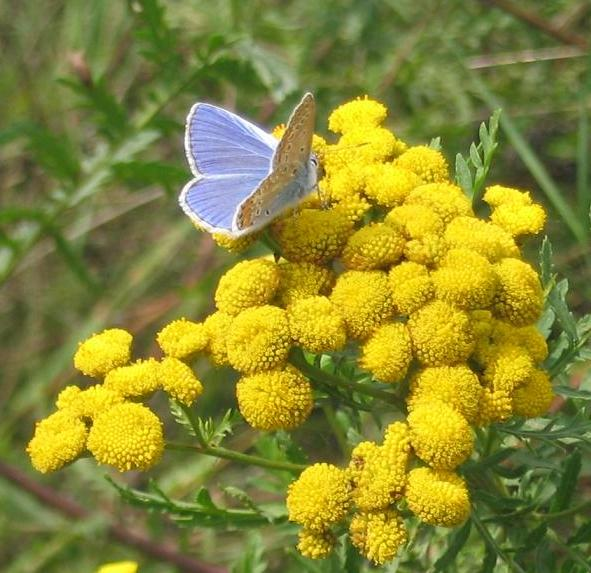
detall de la inflorescència

És una planta herbàcia amb el cicle de vida perenne (hemicriptòfit), és a dir que viu almenys dos anys, que floreix del juliol al setembre. És erecta, simple, sovint pluricaule, glabrescent i aromàtica degut a la presència d'olis essencials, que pot atènyer de 3 a 12 dm d'alçada.
L'arrel és llenyosa i axonomorfa. Presenta una tija de consistència herbàcia amb estolons.Té un tall erecte i robust amb pil·lositats o tricomes de tipus glabrescent. Les fulles són pinnatisectes amb els segments regularment dentats o pinnatipartides i amb el raquis dentat. Mesuren de 5 a 15 cm de llargada i de 3 a 8 cm d'amplada. Aquestes fulles són glabres o esparsament pubescents, com la tija. Les fulles inferiors són peciolades i oblongues a oblongo-ovades; en canvi, les superiors són sèssils.
Referent a la repartició de sexes és una planta hermafrodita, ja que presenta alhora gineceu i androceu que són els òrgans reproductors. Les flors s'agrupen en una inflorescència múltiple anomenada capítol. Es caracteritza per tenir un receptacle pedunculat, generalment pla, però també convex (Matricaria) o còncau, on s'insereixen les flors sèssils. Les flors del capítol maduren segons una seqüència centrípeta, ja que es tracta d'una inflorescència d'origen racemós. Les flors són totes tubulars. Cadascun mesura de 5 a 8 mm de diàmetre i té tres files de bràctees involucrals coriàcies i obtuses. Les externes poden ser femenines, zigomorfes i amb el tub dividit en tres lòbuls; o hermafrodites actinomorfes i amb el tub pentalobulat. Les flors del centre del capítol són pentalobulades, actinomorfes i hermafrodites. El calze està transformat en una corona de pèls. La corol·la és groga i està formada per la soldadura de 5 pètals (flor gamopètala). L'androceu està format per 5 estams inserits al tub de la corol·la i amb els filaments lliures (soldats a Silybium). El gineceu està constituït per 2 carpels soldats en un ovari ínfer i unilocular que conté un únic primordi seminal anàtrop, erecte i de placentació basal. Hi ha un sol estil bifurcat apicalment en dos estigmes. A l'extrem de l'estil i concretament a la cara externa, apareixen pèls o papil·les formant una estructura anomenada escòpula, amb funció d'escombrar el pol·len cap enfora a mesura que l'estil creix. A la cara interna és on hi ha les superfícies estigmàtiques. El fruit és un aqueni d'1,2 a 1,8 mm de llargada, amb 5 costelles i amb glàndules no mucilaginoses, sèssils i transparents. Tenen un papus de 0,2 a 0,4 mm de llargada format per una corona de pèls.

## Ecologia
És una planta que prové d'Europa i la seva distribució general (fitogeografia) és Eurosiberiana. Prolifera especialment al nord del Països Catalans, com per exemple a les comarques del Rosselló, la Cerdanya o la Garrotxa, però també a la resta del Principat i al País Valencià, en canvi no la trobam a les Illes Balears. És una planta herbàcia ruderal, poc exigent quant a sòls. Creix als herbassars nitròfils de la vora de camins, de solars abandonats i erms. Floreix entre juny i octubre.

## Farmacologia
La part utilitzada d'aquesta planta, o també anomenada droga, són les flors i en menor mesura les fulles també. És sudorífica, emmenagoga, abortiva, vermífuga, parasiticida, antireumàtica i antigotosa. A l'Edat Mitjana s'utilitzava com a vermífuga. El tractament consistia a esmicolar les flors de tanarida fins a reduir-les a pols. Després es barrejava amb mel per reduir el seu gust amarg. Es prenia una cullaradeta d'aquesta mescla preferiblement en dejú.

### Composició química
- Oli essencial (0,20-0,60%) ric en tujona (70%): responsable de la seva acció com antihelmíntic i amenagog.
- Càmfora.
- Principis amargs.
- Tanacetines.
- Tanins, amb efecte astringent.
- Flavonoides, propietats com espasmolític.
- Àcid cafèic, com estimulant.
- Matricarina.

### Usos medicinals
Té acció vermífuga, és a dir provoca l'expulsió dels cucs paràsits intestinals. La infusió de flors és un antihelmíntic recomanat contra les ascàrids i oxiürs. Per a combatre el reumatisme amb aplicació externa. Útil en les migranyes i problemes menstruals en general, s'utilitza també en infusió o extracte fluid (principi actiu: matricarina). Presenta activitat com a immunomodulador. Degut a la presència de flavonoides i d'àcid cafèic, també pot actuar com a diurètic.

### Toxicitat
És una planta molt tòxica. No prescriure l'oli essencial pur per via interna durant l'embaràs, la lactància ni nens petits (la tujona és neurotòxica i pot resultar abortiva). L'oli essencial pur pot originar dermatitis de contacte i per via interna, dosis majors de 2 g, pot provocar còlics gastrointestinals, com vòmits, diarrees i convulsions.